# 맨해튼 생명보험 빌딩
맨해튼 생명보험 빌딩(Manhattan Life Insurance Company Building)은 1963년에 철거되어 지금은 없는 건물이다.